# Tiefenbach (Saksen)
Tiefenbach is een voormalige gemeente in de Duitse deelstaat Saksen. De Ortsteile van de voormalige gemeente maken nu deel uit van de gemeente Striegistal in het district Mittelsachsen.

## Geschiedenis
De gemeente is op 1 januari 1994 ontstaan door de samenvoeging van de gemeenten Arnsdorf, Böhrigen, Dittersdorf, Etzdorf, Marbach en Naundorf b. Roßwein
Op 1 juli 2008 zijn de tot de gemeente behorende Ortsteile (Arnsdorf, Böhrigen, Dittersdorf, Etzdorf, Gersdorf, Kummersheim, Marbach en Naundorf) deel van de gemeente Striegistal.